# Aichi Machine

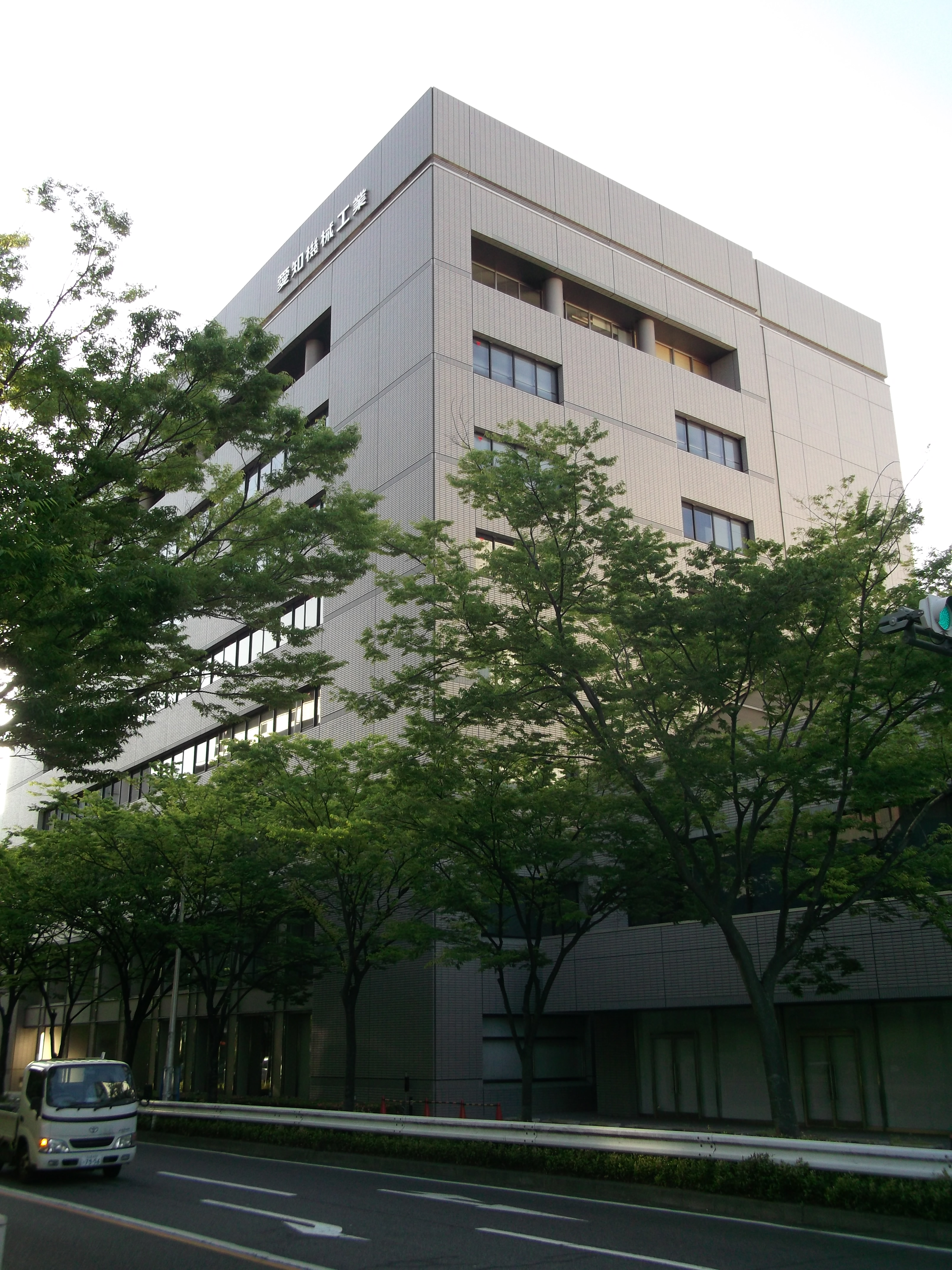
Escritório da empresa em 2014

A Aichi Machine era uma empresa de carros japonesa. Descendia da tradicional Aichi Kokuki.